# 海鳴社
株式会社海鳴社（かいめいしゃ）は、日本の出版社。
生物学・精神医学・心理学をはじめ宗教・哲学・数学など幅広い分野の学術専門書を出版している。。